# Мурогов, Виктор Михайлович
Ви́ктор Миха́йлович Мурогов (р. 7 июня 1938, Рыбинск, Ярославская область, РСФСР, СССР) — советский и российский физик-ядерщик. Профессор Обнинского института атомной энергетики, доктор технических наук, директор Международного центра ядерного образования (МИФИ—ИАТЭ). Главный научный сотрудник Курчатовского института. Директор Физико-энергетического института в 1992—1996 гг. Заместитель генерального директора, директор департамента ядерной энергии МАГАТЭ в 1996—2003 гг. Организатор и первый руководитель международного проекта по разработке инновационных АЭС и их ЯТЦ (ИНПРО) и программы по сохранению знаний МАГАТЭ.

## Семья
- Дочь — Вероника Викторовна Мурогова (р. 1967), российский художник.

## Образование
- Московский инженерно-физический институт по специальности «Расчет и конструирование энергетических установок» (окончил в 1961)
- Кандидат технических наук (1967)
- Доктор технических наук (1989)

## Биография
После окончания в 1961 году МИФИ работал до 1996 года в Физико-энергетическом институте, последовательно занимая должности младшего научного сотрудника, старшего научного сотрудника, начальника отдела, учёного секретаря, директора (1992—1996). На должность директора ФЭИ был избран коллективом института и назначен приказом министра РФ по атомной энергетике.
В 1996 году был направлен в Вену качестве представителя России на пост заместителя генерального директора Международного агентства по атомной энергии ООН (МАГАТЭ). Одновременно с января 1996 года по сентябрь 2003 года был руководителем департамента по ядерной энергии МАГАТЭ и главным инженером программы № 1 МАГАТЭ «Ядерная энергетика, топливный цикл и ядерная наука». В 2000 году был назначен руководителем международного проекта «ИНПРО», созданного в МАГАТЭ по инициативе президента Российской Федерации.
По окончании работы в МАГАТЭ занялся в 2004 году преподавательской деятельностью в Обнинском институте атомной энергетики. Одновременно был назначен по совместительству на должность главного научного сотрудника Курчатовского института.
Автор и соавтор почти 400 научных работ, в том числе 170 опубликованных, 29 авторских свидетельств на изобретения, 62 зарубежных патентов, 9 книг и учебных пособий по научно-техническим вопросам развития ядерной энергетики.

### Интервью
- Пичугина Татьяна. Саркофаги на АЭС «Фукусима-1» не понадобятся (недоступная ссылка) // Наука и технологии России. — 17 марта 2011 года.